# حميدة زكريا إسماعيل
حميدة زكريا إسماعيل هي أول قاضِ من النساء في جنوب اليمن والجمهورية اليمنية والعالم العربي. 

## التعليم والوظيفة
حصلت حميدة زكريا على إجازة في القانون من جامعة القاهرة وعملت في عام 1970 في وزارة العدل بجنوب اليمن كمستشار قانوني. 
في عام 1971،  عُينت حميدة زكريا قاضية في محكمة الجنايات في عدن.    جعلها هذا التعيين أول قاضية في العالم العربي. 